# Ньяміна Данкунку
Ньяміна Данкунку — один з 10 районів округу Центральна Річка Гамбії. Населення — 6 000 (2003). Фульбе — 55,98 %, мандінка — 26,59 %, 12,04 % — волоф (1993).